# Karima Christmas-Kelly
Karima Brittany Christmas-Kelly (ur. 11 września 1989 w Long Beach) – amerykańska koszykarka występująca na pozycji niskiej skrzydłowej, od 2023 asystentka trenerki Indiany Fever.
13 kwietnia 2017 wyszła za mąż za Austina Kelly'ego.
30 lipca 2020 została zwolniona przez Minnesotę Lynx. 4 stycznia 2023 została asystentka trenerki Indiany Fever.

## Osiągnięcia

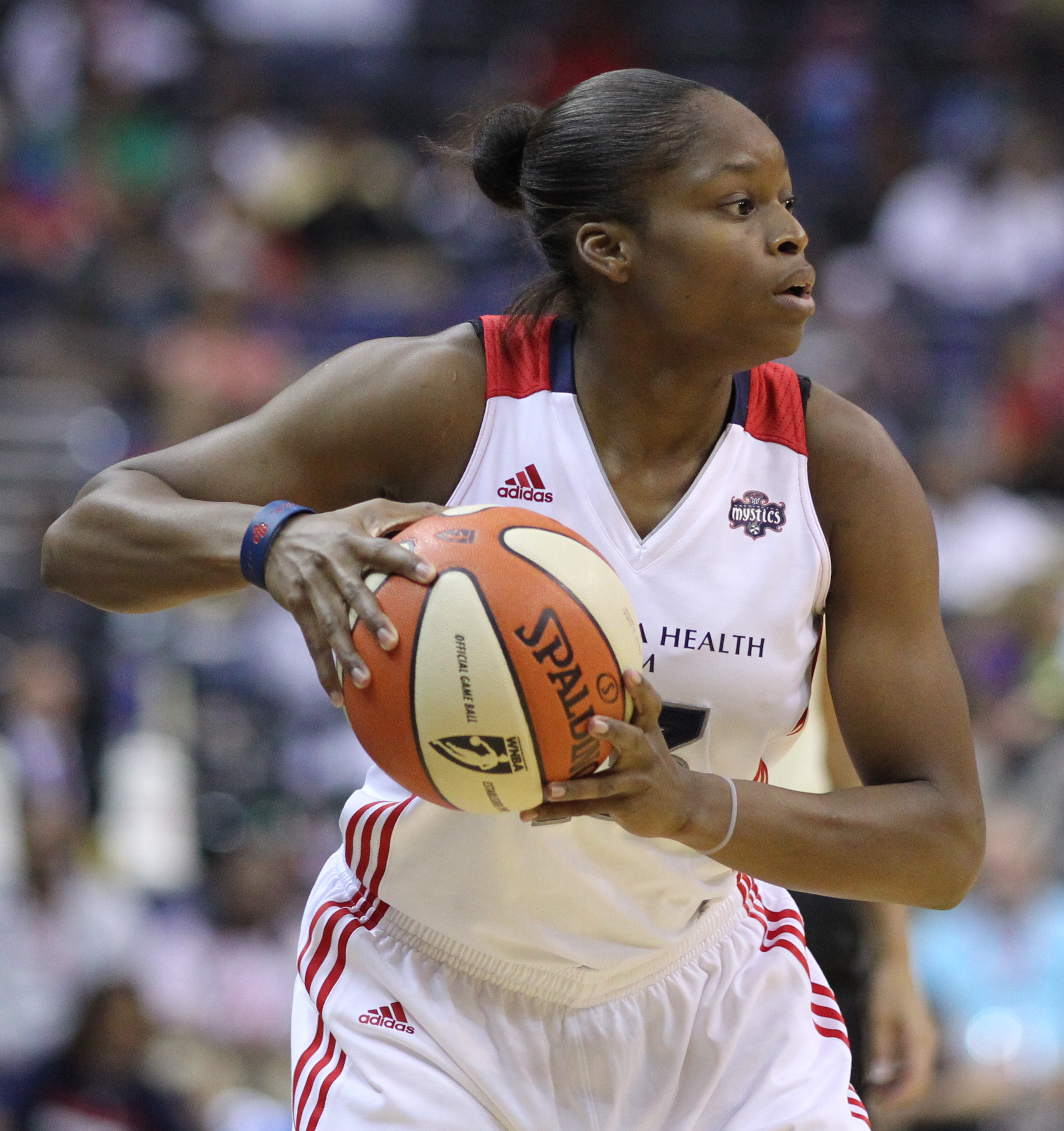
Christmas w barwach Washington Mystics (2011).

Na podstawie, o ile nie zaznaczono inaczej.
NCAA
- Uczestniczka rozgrywek:
  - Elite 8 turnieju NCAA (2010, 2011)
  - Sweet 16 turnieju NCAA (2008, 2010, 2011)
  - turnieju NCAA (2008–2011)
- Mistrzyni:
  - turnieju konferencji Atlantic Coast (ACC – 2010, 2011)
  - sezonu regularnego ACC (2010, 2011)
- Zaliczona do I składu turnieju:
  - ACC (2010, 2011)
  - Philadelphia Regional (2011)

WNBA
- Mistrzyni WNBA (2012)

Indywidualne
(* – nagrody przyznane przez portale eurobasket.com, asia-basket.com)
- MVP:
  - sezonu południowokoreańskiej ligi WKBL (2015)*[4]
  - meczu gwiazd WKBL (2017)[5]
- Najlepsza:
  - zagraniczna zawodniczka południowokoreańskiej ligi WKBL (2015)*[4]
  - skrzydłowa ligi:
    - izraelskiej (2014)*[6]
    - południowokoreańskiej ligi WKBL (2015)*[4]
- Zaliczona do*:
  - I składu:
    - ligi:
      - izraelskiej (2012, 2014)[7][6]
      - południowokoreańskiej ligi WKBL (2015)*[4]

    - najlepszych zawodniczek zagranicznych ligi:
      - izraelskiej (2012, 2014)[7][6]
      - WKBL (2015)*[4]

  - II składu ligi izraelskiej (2013)[8]
  - składu honorable mention WKBL (2017)[5]
- Uczestniczka meczu gwiazd południowokoreańskiej ligi WKBL (2015, 2017)[4][5]
- Liderka:
  - ligi izraelskiej w zbiórkach (2014)[6]
  - ligi południowokoreańskiej w przechwytach (2015)[4]